# Dany Brillant

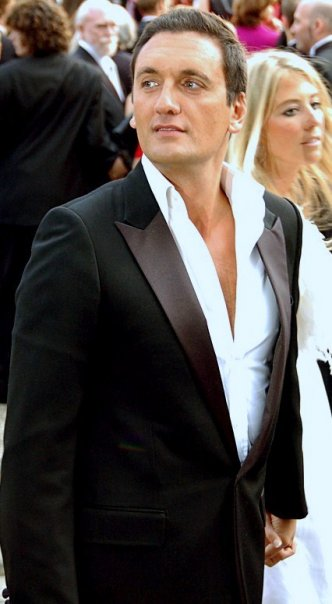
Dany Brillant

Dany Brillant är en fransk sångare och skådespelare född i Tunis, Tunisien, den 28 december 1965. Dany Brillant är ett artistnamn för Daniel Cohen som han fick då han uppträdde på jazzklubbar i Paris på 1980-talet och presenterades med uttropet "Dany, sois brillant!" ("Dany, var lysande!")

## Privatliv
Brillant är känd för att hålla hårt på sitt privatliv. Han har själv sagt att han ville ha ett artistnamn för att distansera personen Daniel Cohen från artisten Dany Brillant. På albumet Dolce Vita tillägnade han en sång till sin dotter Léah, född 1994.

## Karriär
Brillant lärde sig spela gitarr i tonåren, och började uppträda professionellt 1985 på jazzklubbar i kvarteret Saint Germain, Paris. Han hoppade samtidigt av studierna till läkare och studerade från 1986 istället till skådespelare på Cours Florent i Paris. 1990 skrev han kontrakt med Warner för tre album varav det första kom ut 1991. Han gjorde sig snabbt ett namn i Frankrike som en förnyare av swing och jazzmusiken och har flera gånger uttryckt beundran för artister såsom Charles Aznavour och Frank Sinatra. Han har hittills gett ut sju album med fem uttalade teman. De två första, C'est ça qui est bon samt C'est toi speglade hans tid som klubbsångare i Saint-Germain, Havana hade ett kubanskt och karibiskt tema, Nouveau Jour hade ett 1960-talstema, Dolce Vita hade ett italienskt tema och Jazz à la Nouvelle Orleans var inspirerad av New Orleans jazz. Histoire d'un amour är ett samlingsalbum. 1992 fick han sitt genombrott med sången Suzette.
Han har spelat sporadiska roller på TV och film.

## Kännetecken
Blandar romantik med humor och rytmer. Hans texter är kända för att vara humoristiska och ofta självironiska. 

## Album
- 1991: C'est ça qui est bon
- 1993: C'est toi
- 1996: Havana
- 1999: Nouveau jour
- 2001: Dolce vita
- 2004: Jazz à la Nouvelle Orléans
- 2007: Histoire d'un amour
- 2009: Puerto Rico
- 2012: Viens à Saint-Germain
- 2014: Le dernier romantique